# Romain Rolland
Pour les articles homonymes, voir Rolland.
Romain Rolland, né à Clamecy (Nièvre) le 29 janvier 1866 et mort à Vézelay le 30 décembre 1944, est un écrivain français, lauréat du prix Nobel de littérature de 1915.
D’une culture forgée par la passion de l’art et de la musique (opéra, Michel-Ange, Scarlatti, Lully, Beethoven, amitié avec Richard Strauss) et le culte des héros, mais aussi par un sentiment constant de la transcendance, que toutefois il n'évoque que rarement, il chercha sa vie durant un moyen de communion entre les hommes. Son exigence de justice le poussa à souhaiter la paix « au-dessus de la mêlée » pendant et après la Première Guerre mondiale.
Il est animé par un idéal humaniste et la quête d’un monde non violent, par son admiration pour Léon Tolstoï, grande figure de la non-violence, par les philosophies de l’Inde (conversations avec Rabindranath Tagore et Gandhi), par les enseignements de Râmakrishna, de Vivekananda, et de ʻAbdu'l-Bahá (il y fait référence dans Clerambault), puis par le « monde nouveau » qu'il espérait voir se construire en Union soviétique.
Il se trouve à partir du milieu des années 1920, par son engagement de plus en plus affirmé en faveur de l’URSS, au cœur des réseaux de soutien au régime soviétique et devient le plus connu des « Amis de l’URSS » européens.

## Biographie
Issu d’une famille de notaires, Romain Rolland compte dans son ascendance des paysans et des bourgeois aisés. Il fréquente le collège de Clamecy de 1873 à 1880, date à laquelle sa famille s'installe à Paris. Il suit alors les cours du lycée Saint-Louis puis du lycée Louis-le-Grand. En 1886, il est reçu à l’École normale supérieure ; pendant ces études, il se lie avec André Suarès et Paul Claudel. Il est agrégé d'histoire en 1889.
De 1889 à 1891, il est membre de l’École française de Rome où il rencontre Malwida von Meysenbug — qui avait été l’amie de Nietzsche et de Wagner — et découvre les chefs-d’œuvre de l’art italien. Ce deux années sont décisives pour la construction de sa pensée.
À son retour en France en 1892, il s’installe à Paris et tout en préparant son doctorat, épouse Clotilde Bréal (1870-1946). Le couple habite au 46 rue Notre-Dame-des-Champs. Il enseigne l’histoire aux lycées Henri-IV et Louis-le-Grand. En 1895, il obtient son doctorat ès Lettres en soutenant une thèse sur « Les origines du théâtre lyrique moderne. Histoire de l’opéra en Europe avant Lulli et Scarlatti ». Chargé de cours d’histoire de l’art à l’École normale supérieure, il organise en 1900 le premier congrès d’histoire de la musique de Paris.
En 1901, il divorce et s’installe seul au 162, boulevard du Montparnasse à Paris (sur l'immeuble est aujourd'hui apposée une plaque commémorative). À partir de 1904, il enseigne l’histoire de la musique à la Sorbonne et dirige brièvement en 1911 la section musicale de l'Institut français de Florence. Son roman-fleuve Jean-Christophe, publié de 1904 à 1912, lui apporte la notoriété. En 1912, il démissionne de la Sorbonne pour se consacrer uniquement à son œuvre littéraire.

### Romain Rolland pendant la Grande Guerre

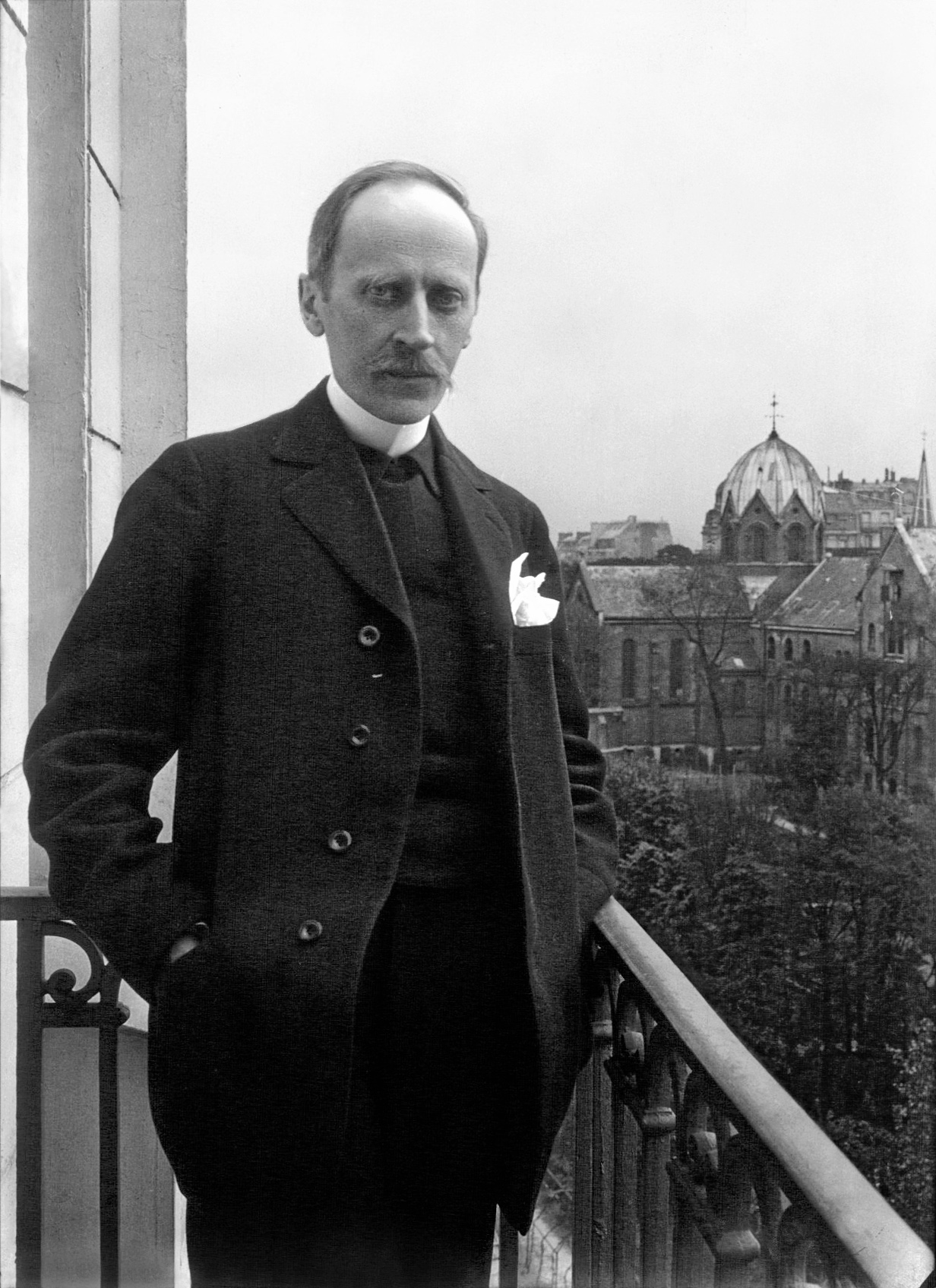
Romain Rolland en 1914.

C'est en Suisse que Romain Rolland est surpris par le déclenchement de la Première Guerre mondiale. Il comprend très vite qu’elle est un « suicide » de l’Europe. Bouleversé à l’idée du déclin de l’Europe et n’étant pas mobilisable du fait de son âge (48 ans), il décide de ne pas quitter la Suisse. Outre son engagement au sein de la Croix-Rouge, domiciliée à Genève, il veut profiter de sa présence dans un pays neutre pour pouvoir librement diffuser ses œuvres. La plus célèbre est son appel pacifiste Au-dessus de la mêlée, paru dans le supplément du Journal de Genève des 22-23 septembre 1914. Romain Rolland y condamne la haine des belligérants. Restant « au-dessus de la mêlée », il veut agir aussi bien vis-à-vis de la France que de l’Allemagne. En raison de ses idées, il s'attire la haine de nombre de  ses compatriotes (fervents nationalistes comme Henri Massis ou républicains comme Charles-Albert) qui le considèrent comme un traître à son pays. Outre-Rhin, il passe presque inaperçu. Le peintre Gaston Thiesson prend sa défense,.
Cependant, la publication de ses articles, à Paris, a eu un large écho pendant la seconde moitié de la guerre : ils sont traduits en plusieurs langues — sauf en allemand. En novembre 1915, l'Académie suédoise décide de décerner à Romain Rolland le prix Nobel de littérature de 1915, « comme un hommage à l’idéalisme de sa production littéraire et à la sympathie et l’amour de la vérité avec laquelle il a décrit les différents types d’êtres humains ».
Pour avoir critiqué les deux camps à propos de leur désir de poursuivre la guerre, de leur volonté acharnée d’obtenir une victoire destructrice, Rolland devient une figure non seulement du mouvement pacifiste international, mais aussi du mouvement de l'Internationale communiste, aux côtés entre autres d'Henri Guilbeaux. En mai 1917, il adresse aux Russes un salut et une mise en garde :

« Que votre Révolution soit celle d’un grand peuple, sain, fraternel, humain, évitant les excès où nous sommes tombés ! »

En 1919, il rédige un manifeste et invite tous les travailleurs de l'esprit à le signer. Ce texte, la Déclaration de l'indépendance de l'Esprit, cherche à tirer les leçons de la guerre, en définissant une voie libre au-delà des nations et des classes.

### Les années Vingt

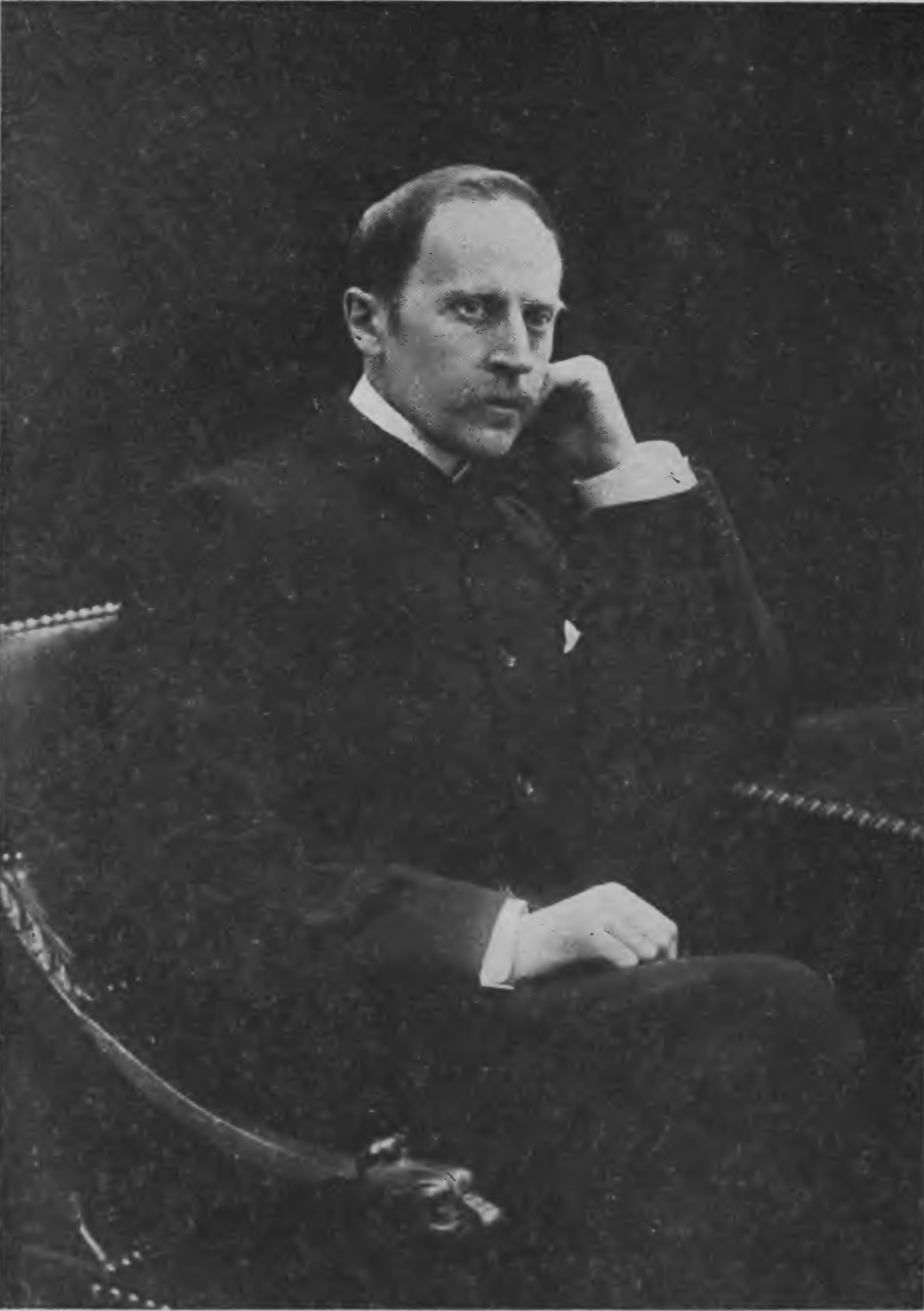
Romain Rolland en 1921.

En avril 1922, Romain Rolland s’installe en Suisse, à Villeneuve, au bord du Léman où il reçoit des visiteurs comme notamment Gandhi. Quoique de santé fragile, il continue à travailler à son œuvre littéraire, voyage en Europe, et entretient un très vaste réseau de correspondance avec des intellectuels du monde entier. Depuis 1906, et jusqu’à sa mort, il est, malgré d'importantes divergences politiques, en relations épistolaires et amicales avec Alphonse de Châteaubriant. Il entretient également une correspondance avec Jean-Richard Bloch, Louis Aragon, Hermann Hesse, Richard Strauss, André Suarès, Stefan Zweig, Alain (Émile-Auguste Chartier), René Arcos, Paul Claudel et Jean Guéhenno jusqu’à sa mort, en 1944. Entre 1905 et 1925, il échange des centaines de lettres avec Louise Cruppi.
À compter de 1923, et jusqu’en 1936, il entretient une discussion avec Sigmund Freud sur le concept de sentiment océanique que Romain Rolland puise dans la tradition indienne qu’il étudie alors avec ferveur, mais aussi dans son expérience personnelle. Le 20 janvier 1936, Romain Rolland écrit à l'Académie suédoise afin de proposer Sigmund Freud pour le prix Nobel de littérature. Le fondateur de la psychanalyse avait, avant cela, déjà été nommé pour douze prix Nobel de médecine. Il rédige un courrier en ces termes : « Je sais qu'à première vue, l'illustre savant semblerait désigné plus spécialement pour un prix de médecine […] mais ses grands travaux […] ont ouvert une voie nouvelle à l'analyse de la vie émotive et intellectuelle ; et, depuis trente ans, la littérature en a subi l'influence profonde. » Sa proposition ne sera pas retenue, même si Per Hallström, secrétaire perpétuel de l'Académie suédoise, reconnait à Freud des talents littéraires indéniables.
La même année, il préside à la fondation de la revue Europe, avec des membres du groupe de l'Abbaye, notamment René Arcos.
Madeleine Rolland, sa sœur qui parle anglais (elle est agrégée d'anglais en 1901 et traductrice), lui permet d'entrer en contact avec Gandhi et Rabindranath Tagore. En 1924, son livre sur Gandhi contribue beaucoup à faire connaître ce dernier (qu’il rencontrera à Villeneuve en 1931) et son engagement pour la non-violence. Par l’entremise du poète hondurien Froylán Turcios, il entretient des relations avec Augusto Sandino, qui dirigeait alors une guérilla contre l'occupation du Nicaragua par les États-Unis.

### Engagement politique
Cependant, Romain Rolland finit par se détourner de la non-violence, qui n’apporte pas de remède à la montée des fascismes en Europe (fascisme en Italie, nazisme en Allemagne, franquisme en Espagne, salazarisme au Portugal…). À partir du milieu des années 1920, il s’engage en faveur de la défense de l’URSS, et d’autant plus lorsqu’Hitler arrive au pouvoir en Allemagne (30 janvier 1933). Cet engagement va de pair avec un « investissement soviétique dans la personne de Romain Rolland, intellectuel renommé, compagnon de route assumé qui salue puis cautionne la politique menée par l’URSS », investissement « utile à sa diplomatie culturelle.[…] Son rayonnement est aussi un canal privilégié, pour diffuser la littérature soviétique à l’étranger ».
En 1934, Romain Rolland épouse Maria Cuvilier (ru) (citoyenne russe née le 21 mai 1895 à Saint-Petersbourg, de mère suisse, devenue Koudacheva après son mariage en 1916 avec le comte Koudachev, mort en 1919). L’origine de l’implication de Maria Koudacheva, la volonté ou non des autorités soviétiques de placer une femme d’influence auprès de lui, sont sujets de polémiques dès la fin des années 1920, sous la plume de Panaït Istrati, qui la traite de « moucharde », de Georges Duhamel ou d’Henri Guilbeaux, poète pacifiste devenu très anticommuniste. Il accomplit avec elle un voyage à Moscou en 1935, à l’invitation de Maxime Gorki. Au cours de ce périple, il rencontre Staline. Il est l’un des fondateurs du mouvement pacifiste Amsterdam-Pleyel, dans lequel le Parti communiste et par delà l'Internationale communiste jouent un rôle de premier plan face à la prise de pouvoir d'Hitler en Allemagne. Jusqu’à la fin des années 1930, Romain Rolland « sera toujours davantage contacté pour signer des appels dans lesquels la défense de l’URSS se lie à la dénonciation du fascisme ou à des campagnes internationalistes ».
Il est aussi un compagnon de route des débuts du Front populaire : une grande fête est organisée à la Mutualité pour fêter ses soixante-dix ans, le 31 janvier 1936. Michel Winock fait de cet événement « l'acte de naissance du Front populaire » ; ensuite, sa pièce de théâtre Le 14 juillet est rejouée au théâtre de l'Alhambra à Paris, dans ce contexte, en juillet 1936. Sa participation aux articles de presse et comités antifascistes est remarquablement active dans la période : Il participe activement à la revue Commune
Romain Rolland s’est engagé en faveur de l’URSS sans être totalement dupe de la manière dont il est utilisé par le régime soviétique. Il montre peu à peu de la lassitude devant ces constantes sollicitations. Selon l'historienne Sophie Cœuré, « il est clair que la tension entre la posture publique de fidélité à l’URSS et les doutes privés exprimés dans certaines correspondances ou dans le journal, s’enracine au moins pour partie dans sa situation personnelle ». La famille de Maria Koudacheva est restée en URSS et l’écrivain « est pris à sa manière dans l’intrication forcée entre vie publique et vie privée, qui caractérise l’époque stalinienne ». Les procès de Moscou (août 1936 - mars 1938), puis le pacte germano-soviétique en août 1939, le convainquent de s’éloigner de l’action politique. Sa déception envers le régime soviétique, manifeste notamment dans ses correspondances, n’ira cependant pas « publiquement plus loin que sa démission de la présidence des Amis de l’URSS en 1939, après le pacte germano-soviétique ».

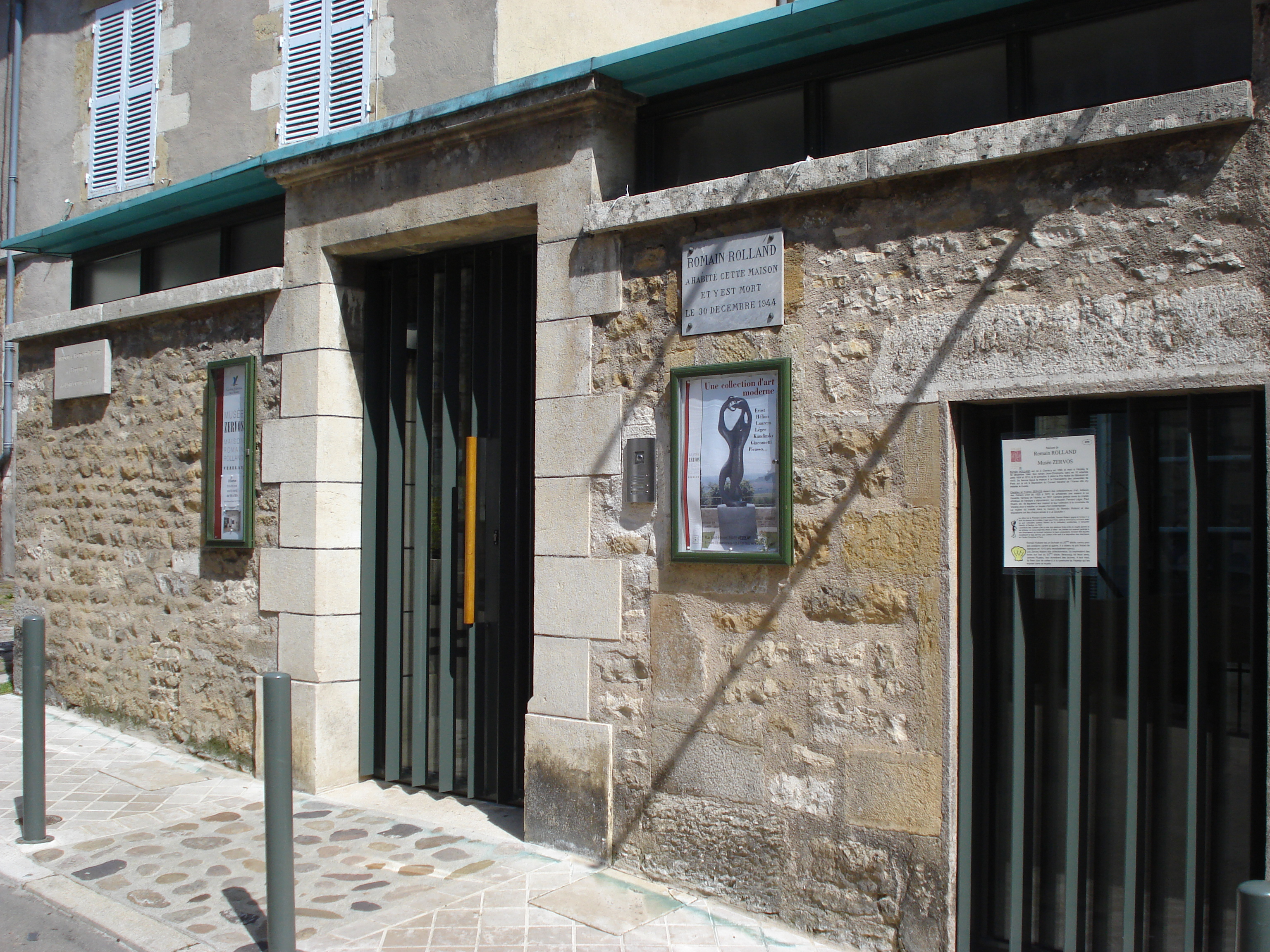
Maison où Romain Rolland a vécu à Vézelay de 1938 à 1944.

### Retraite à Vézelay - Les dernières années

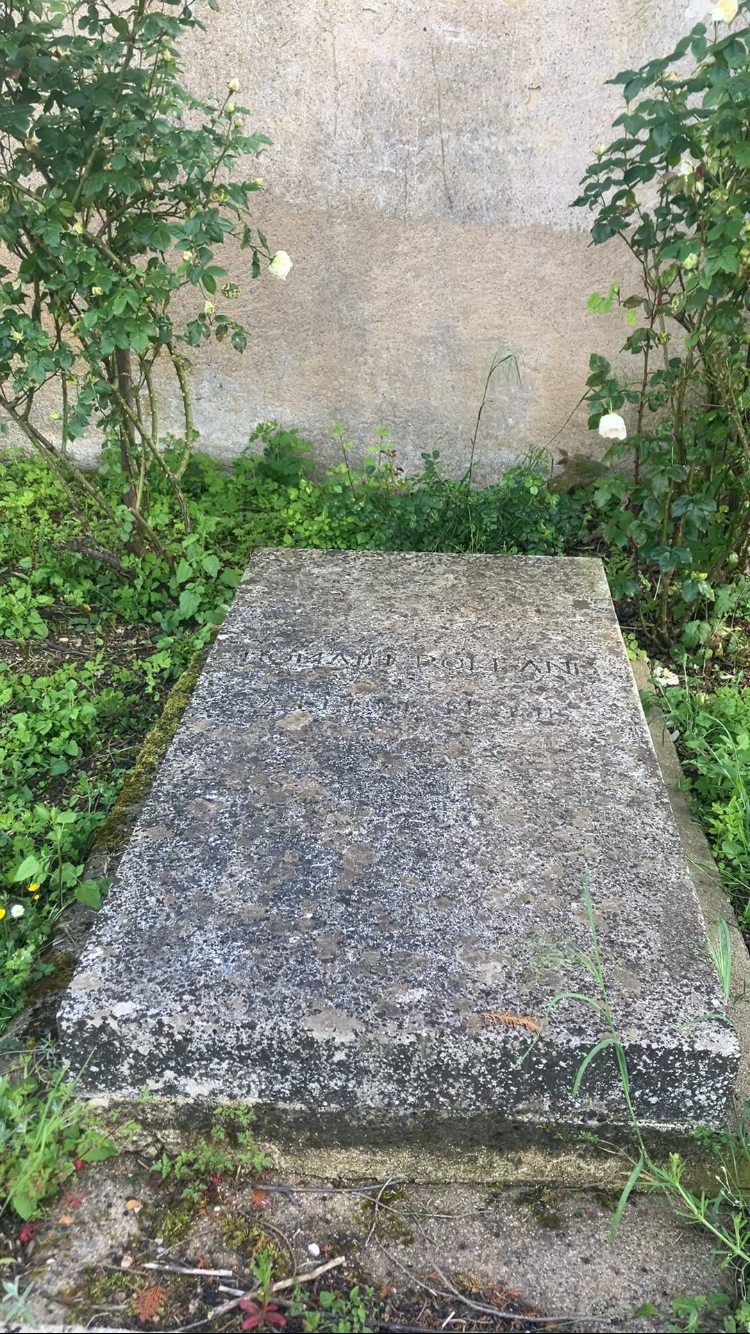
Tombe de Romain Rolland à Brèves (Nièvre).

En mai 1938, Rolland quitte la Suisse pour aller s’établir à Vézelay en Bourgogne. En 1939, il préside le Comité mondial contre la guerre et le fascisme avec Paul Langevin.
En 1940, sa maison de Vézelay se situe en zone occupée. Pendant l’Occupation, Romain Rolland, âgé de 74 ans, garde le silence et poursuit son travail. Il reçoit en février-mars 1940 Jean-Richard et Marguerite Bloch, en septembre 1941 un jeune juif résistant des francs-tireurs et partisans - Main-d'œuvre immigrée, Elie Walach, en février-mars 1942 Paul Éluard et sa femme Nusch, ou encore Charles Vildrac et René Arcos. Il tient son Journal, (publié en 2012), met une touche finale à ses recherches musicales sur Beethoven, termine en 1940 ses Mémoires. Enfin, il écrit Péguy (qui paraîtra à titre posthume en 1945), dans lequel ses souvenirs personnels éclairent la réflexion d’une vie sur la religion et le socialisme.
En 1942, son ami Stefan Zweig et son épouse Lotte, réfugiés au Brésil, se suicident.
Vézelay est libéré en août 1944. Romain Rolland meurt le 30 décembre 1944 à l'âge de 78 ans. Sa sœur, Madeleine Rolland et sa femme passent leurs dernières années ensemble.
Romain Rolland est inhumé dans le cimetière de Brèves (Nièvre), le long du mur de l'église ; une plaque à l'entrée et un fléchage indiquent l'emplacement.

## Romain Rolland et Stefan Zweig

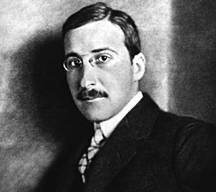
Stefan Zweig en 1912.

Les deux hommes ont entretenu une relation et une affinité intellectuelle intenses, au point que Stefan Zweig publie en 1921 une biographie de son ami intitulée Romain Rolland : sa vie, son œuvre.
Les deux hommes ont quinze ans de différence. Stefan Zweig s'intéresse aux lettres européennes et il a déjà traduit quelques œuvres d'auteurs anglais, français et belges. La découverte en 1907 des premiers volumes de Jean-Christophe sera décisive dans sa rencontre avec Rolland. Il est séduit par la portée universelle de l’œuvre de Romain Rolland et plus encore par l’homme auquel il rend visite, pour la première fois en février 1911, dans son appartement du 162, boulevard du Montparnasse. Les deux hommes partagent un amour pour la musique, une même foi en l'humanité et le sentiment d'appartenir à une civilisation, une culture commune, dont Romain Rolland esquisse les contours dans « la chevauchée européenne de Jean-Christophe ».
Les deux écrivains entretiendront une correspondance suivie et intense entre 1910 et 1940 : 945 lettres ont été retrouvées (509 de Stefan Zweig dont une centaine en allemand, et 436 pour Romain Rolland). Cette correspondance est d'une importance capitale pour l'histoire des intellectuels du début du XXe siècle.
Le 22 décembre 1912, à l'occasion de la publication du dernier volume de Jean-Christophe, Stefan Zweig publie une lettre ouverte dans le Berliner Tageblatt, lettre dans laquelle il rendait hommage à l'action de Romain Rolland pour son œuvre de rapprochement entre les jeunesses de France et d'Allemagne (« Jean-Christophe est un événement éthique plus encore que littéraire »).

Ils sont atterrés par la guerre qui commence. Le 3 août 1914, Romain Rolland écrit dans son journal intime : 

« Je suis accablé. Je voudrais être mort. Il est horrible de vivre au milieu de cette humanité démente et d’assister, impuissant, à la faillite de la civilisation. »

Fidèle à son idéal pacifiste et internationaliste, l'écrivain affiche clairement sa position, publiant en septembre 1914 l’un de ses textes les plus célèbres : Au-dessus de la mêlée. Déstabilisé par l'élan mystique qui traverse alors la société autrichienne, Stefan Zweig affiche au début de la guerre un patriotisme en phase avec l'Allemagne. L’opiniâtreté de Romain Rolland dans sa lutte contre la guerre et l'amitié que se portent mutuellement les deux hommes permettront à Stefan Zweig de surmonter cette épreuve. L'admiration que l'écrivain autrichien voue désormais à celui qu’il considère comme son maître s'exprimera dans la biographie qu'il lui consacre en 1921, qualifiant Romain Rolland de « Conscience de l'Europe ».
La paix revenue suscite l'espoir en un monde nouveau, qui saurait tirer les enseignements de la catastrophe que vient de connaître le continent européen. Comment pourrait-il en être autrement après ces neuf millions de victimes dues aux combats et toutes les misères et souffrances induites ? Ce sentiment, partagé par les deux écrivains, se heurtera à la réalité des événements politiques. Difficultés pour les ennemis d'hier, France et Allemagne, de s'engager sur la voie de la réconciliation, révoltes en Europe centrale, résurgence du nationalisme et apparition des premiers mouvements paramilitaires fascistes. Cela ne nuit en rien à la grande amitié qui unit Rolland et Zweig et qui se traduit par une collaboration littéraire féconde. Stefan Zweig fait connaître Romain Rolland en Allemagne, travaillant inlassablement à sa renommée. Il fait représenter son Théâtre de la Révolution et Romain Rolland lui dédie la pièce qu’il termine en 1924, intitulée Le Jeu de l’amour et de la mort avec ces mots : « À Stefan Zweig, je dédie affectueusement ce drame, qui lui doit d’être écrit. »
Durant cette période, ils se voient souvent, chaque fois qu’ils en ont l’occasion :
- en 1922, Stefan Zweig est à Paris et l’année suivante, c’est Romain Rolland qui passe deux semaines au Kapuzinerberg ;
- en 1924, ils sont à Vienne pour le soixantième anniversaire de Richard Strauss. À cette occasion, Stefan Zweig lui présente Sigmund Freud, que Rolland désirait rencontrer depuis longtemps ;
- en 1925, ils se retrouvent à Leipzig pour le festival Haendel puis ils partent pour Weimar visiter la maison de Goethe et consulter les archives de Nietzsche ;
- en 1926, pour les soixante ans de Romain Rolland, paraît son livre jubilaire conçu en grande partie par Stefan Zweig, qui va donner dans toute l’Allemagne de nombreuses conférences sur l’œuvre de son ami à propos de qui il a cette phrase magnifique : « La conscience parlante de l’Europe est aussi notre conscience » ;
- en 1927, c’est à Vienne qu’ils commémorent ensemble le centenaire de la mort de Beethoven. À l’initiative de Stefan Zweig, Romain Rolland fait partie des personnalités invitées aux festivités et ses articles, son hommage à Beethoven paraissent dans nombre de journaux.

Mais cette grande amitié va peu à peu buter sur des divergences[Lesquelles ?] à propos de la situation internationale. En 1933, Romain Rolland écrit sur Stefan Zweig : 

« Il est trop clair que nos chemins se sont séparés. Il ménage étrangement le fascisme hitlérien qui cependant ne le ménagera pas… »

Zweig de son côté, éprouve les mêmes sentiments. En 1935, il écrit à sa femme Friderike : 

« La visite à Rolland, décevante hélas, il a l’air vieilli et fatigué. »

Adolf Hitler accède au pouvoir en janvier 1933. Pressentant la tragédie qui s'annonce, Stefan Zweig quitte l'Autriche en février 1934. Il se suicide en 1942 au Brésil.

## Critique musical et musicologue
Romain Rolland apprit le piano avec sa mère dès son jeune âge et fréquenta maints concerts, pensant même se destiner à une carrière musicale après avoir été très fortement impressionné par la Septième symphonie de Beethoven en 1882. Si ses études à l’École normale supérieure le conduisirent vers l’agrégation d’histoire (1889), c’est au moment de sa thèse qu’il se tourna vers la musicologie naissante, en choisissant comme sujet Les Origines du théâtre lyrique moderne. L’histoire de l’opéra en Europe avant Lully et Scarlatti , ce qui lui permit de contribuer à faire revivre bon nombre de partitions anciennes. Cette spécialisation le conduisit à enseigner l’Histoire de l’art à l’École normale (où il analysa les symphonies de Beethoven), puis à l’École des hautes études sociales – où il fut dès 1902 chargé d’organiser la section de Musique – et, à partir de 1904, à la Sorbonne où ses conférences, qu’il pouvait illustrer lui-même au piano, furent bien suivies et fort appréciées. Il abandonna toutefois l’enseignement en 1910 pour se consacrer à l’écriture, alors qu’il achevait la rédaction de Jean-Christophe, son vaste roman musical (paru en feuilleton de 1904 à 1912 dans Les Cahiers de la Quinzaine, dirigés par Charles Péguy), espérant pouvoir agir mieux socialement à travers son Théâtre de la Révolution.
De 1894 à 1939, mais surtout dans les années 1902-1904, il conçut cependant bon nombre d’articles relatifs à la musique. Une partie de ceux-ci furent réunis chez Hachette dès 1908 en deux volumes : Musiciens d’autrefois (Lully, Gluck, Grétry, Mozart…) et Musiciens d’aujourd’hui (Berlioz, Wagner, Richard Strauss, Perosi…). Ces écrits sont souvent des comptes rendus de concerts, de spectacles ou d’ouvrages qui concernent majoritairement Paris, mais aussi les pays germaniques (dont il admirait les œuvres musicales) ou l’Italie (où il revenait toujours avec plaisir). Dès 1901, il avait contribué à fonder un mensuel, devenu La Revue musicale (dirigée par Jules Combarieu), pour laquelle il a signé le plus d’articles, mais il a publié également sur ces sujets dans près de quarante autres périodiques, sans oublier les chapitres dédiés à l’opéra du XVIIe siècle, dans l’Encyclopédie de la musique fondée par Albert Lavignac. Il rédigea beaucoup moins de semblables pages après la guerre.
En 1900, il avait été l’un des organisateurs du Congrès d’Histoire de la musique de Paris dont il assura le secrétariat (voir le résumé détaillé qu’il fit paraître dans la Rivista musicale italiana, oct.-déc. 1900). Mais c’est surtout par ses écrits beethovéniens qu’il se fit apprécier. En effet un premier petit volume consacré à la vie de ce compositeur connut un réel succès dès sa publication en 1903. Il devait être suivi par d’autres biographies (dont celle de Haendel, en 1910). Mais toute la fin de son existence fut occupée par plus de 1 500 pages consacrées aux grandes époques créatrices de Beethoven (parues de 1928 au lendemain de sa mort) et à ses compostions puisque, peu de temps avant de disparaître, il jouait encore sur son Pleyel de Vézelay (dans l’Yonne) la Sonate op. 111 de ce compositeur à deux de ses amis voisins (Lucien et Viviane Bouillé).
Rolland est convaincu que la musique doit prendre sa place dans l’histoire générale car, tout comme la littérature, la philosophie et les autres arts, elle permet de pénétrer au plus profond de l’âme des peuples. Les considérations historiques voire techniques demeurent pour lui importantes, car il adopte les méthodes scientifiques mises à l’honneur par le positivisme (de la critique des sources à la précision de l’annotation), mais il tente maintes échappées aussi vers un monde artistique idéal. Il fait souvent vivre sa présentation par des détails pittoresques, à travers lesquels il cherche à susciter l’émotion, en affirmant volontiers ses réactions et ses goûts personnels. Pour lui, la musique, qui l’a accompagné durant toute son existence, demeure un « Océan de vies », voire un quasi-substitut de la religion, selon son propre aveu. Il lutte donc contre l’impressionnisme vague, mais également contre l’excès d’intellectualisme pour ce qu’il définit comme « la langue la plus précise et la plus exacte du subconscient », voire comme « le soleil de l’univers intérieur » (lettre adressée au Congrès international de musicologie de New York en 1939). Ainsi, Romain Rolland occupe-t-il un rôle central dans l'histoire de la musicologie en France.

## Œuvres

### Inédits
- Amour d'enfants (1888).
- Les Baglioni (1891).
- Empédocle (1891).

### Théâtre
- Orsino (1891). Pièce restée inédite du vivant de l'auteur.
- Saint-Louis (Revue de Paris, 1897).
- Aërt (Edition des Cahiers de la quinzaine,1898).
- Les Loups (Edition C. Péguy, chez G. Bellais, 1898). Théâtre de la Révolution.
- Le Triomphe de la raison (Revue d'art dramatique, 1898). Théâtre de la Révolution.
- Danton (Revue d'art dramatique, 1899). Théâtre de la Révolution.
- Le Quatorze Juillet (Cahiers de la quinzaine, 1902). Théâtre de la Révolution.
- Vie de Beethoven (1903) [première publication in Cahiers de la Quinzaine, 10e cahier, 4e série, 1903]
- Le temps viendra (Cahiers de la quinzaine, 1902).
- Le Théâtre du peuple (Cahiers de la quinzaine, 1903).
- La Montespan (1904).
- Liluli (1919). Illustrée avec les bois originaux de Frans Masereel
- La Révolte des machines (1921), copie de l'édition de 1947[25].
- Les Vaincus (1922).
- Le Jeu de l'amour et de la mort (1924).
- Pâques fleuries (1926).Théâtre de la Révolution.
- Les Léonides (1928).Théâtre de la Révolution.
- Robespierre (1939). Théâtre de la Révolution.

### Romans
- Jean-Christophe (1904-1912). Cycle de dix volumes répartis en trois séries, Jean-Christophe, Jean-Christophe à Paris[26] et La Fin du voyage, publiés dans les Cahiers de la Quinzaine. Repris par Ollendorff puis Albin Michel :
  - L'Aube (1904).
  - Le Matin (1904).
  - L'Adolescent (1905).
  - La Révolte (1906-1907).
  - La Foire sur la place (1908).
  - Antoinette (1908).
  - Dans la maison (1909).
  - Les Amies (1910).
  - Le Buisson ardent (1910).
  - La Nouvelle Journée (1912).
- Colas Breugnon (1919). Récit bourguignon. Inspira plus tard un opéra de Dmitri Kabalevski (1937, révisé 1967–1968). Dans certaines éditions plus tardives, on trouve quelques pages ajoutées : les Commentaires du petit-fils à Colas datés de 1930. Ce livre a été illustré par des bois en couleurs de Roméo Dumoulin en 1944 et par des gouaches en couleurs par G. de Sainte-Croix en 1949.
- Clerambault (1920).
- Pierre et Luce (1920). lire en ligne sur Gallica
- L'Âme enchantée
  - Tome 1 : Annette et Sylvie (1922).
  - Tome 2 : L'Âme enchantée[27]. :L'Été (1923).
  - Tome 3 :Mère et fils (1924).
  - Tome 4 : L'Annonciatrice (1933).

### Biographies
- Jean-François Millet (1902).
- Vie de Beethoven (1903).
- Vie de Michel-Ange (1905). lire en ligne sur Gallica
- Vie de Tolstoï (1911).
- Empédocle d'Agrigente et l'âge de la haine (1918), Cahiers du Carmel.
- Mahatma Gandhi (1924). lire en ligne sur Gallica
- Essai sur la mystique et l'action de l'Inde vivante. 3 volumes :Vie de Ramakrishna (1929); Vie de Vivekananda (1930); L'Évangile universel (1930).
- Péguy (Albin Michel, 1945).

### Ecrits musicologiques
- Histoire de l'opéra avant Lully et Scarlatti (1895). Thèse de doctorat.
- Musiciens d'aujourd'hui (1908). Recueil d'articles.
- Musiciens d'autrefois (1908). Recueil d'articles.
- Haendel (1910).
- Beethoven, Les grandes époques créatrices : 
  - De l'Héroïque à l'Appassionata (1928).
  - Goethe et Beethoven (1930).lire en ligne sur Gallica
  - Le Chant de la Résurrection (1937).
  - La Cathédrale interrompue (1943-45).
    - 1. La Neuvième Symphonie (1943)
    - 2. Les Derniers Quatuors (1943)
    - 3. Finita Comœdia (1945, posthume)

### Ecrits politiques
- Quinze ans de combats (1935).
- Compagnons de route (1936).
- L'Esprit Libre (1953). Comprend Au-dessus de la mêlée(1915) et Les Précurseurs (2 éd.: 1919 et 1923).

### Critique et Histoire
- Le Dernier Procès de Louis Berquin (1892).
- Cur ars picturae apud Italos XVI saeculi deciderit (1895). Thèse latine sur le déclin de la peinture italienne au cours du XVIe siècle.
- Valmy (1938). Traduit en allemand par Hilde Wertheim (Autriche), avec des illustrations d'après des dessins de Jean Trubert[28].
- Les Pages immortelles de J.-J. Rousseau (Corrêa, 1938).

## Articles notables
- Le Poison idéaliste (1900). Repris dans Compagnons de route
- Les Fêtes de Beethoven à Mayence (1901).
- Au-dessus de la mêlée (1915). Manifeste pacifiste. lire en ligne sur Gallica. Repris dans Les Précurseurs
- Salut à la révolution russe (1917).
- Pour l'internationale de l'Esprit (1918).
- Déclaration de l'indépendance de l'Esprit (1919)

## Journal - Mémoires
- Souvenirs de jeunesse (1866-1900) Pages choisies, La Guilde du Livre, Lausanne, 1947. (Edition originale d'après le tapuscrit portant la mention "Prêt à être publié"). Il a été remis avec les instructions de feu l'auteur pour l'éditeur par Madame Romain Rolland.
- Le cloître de la rue d'Ulm. Journal de Romain Rolland à l'Ecole normale (1886-1889), Cahier Romain Rolland n° 4, Paris, Albin Michel, 1952.
- Mémoires et fragments du Journal, Paris, Albin Michel, 1956.
- Inde, journal 1915-1943, Paris, Albin Michel, 1960.
- Journal des années de guerre, 1914-1919, Paris, Éditions Albin Michel, 1952, 1908 p.[29].
- Le Voyage intérieur. Songe d'une vie, édition augmentée, 1959 [1ères éditions partielles: Le Voyage intérieur (1942), Le Périple (1946),Le Seuil, précédé du Royaume du T (1946)].
- Voyage à Moscou (juin-juillet 1935). Préface de Bernard Duchatelet, Cahiers Romain Rolland n° 29, Paris, Albin Michel, 1992 [Les appendices contiennent sept lettres inédites (1936-1937)].
- Journal de Vézelay 1938-1944, Jean Lacoste (ed.), Paris, Éditions Bartillat, 2012[30].

## Correspondances
A. Cahiers Romain Rolland, Albin Michel
- Choix de lettres à Malwida von Meysenbug. Avant-propos d'Edouard Monod-Herzen, Cahier n° 1, 1948.
- Correspondance entre Louis Gillet et Romain Rolland. Choix de lettres. Préface de Paul Claudel, Cahier n° 2, 1949.
- Richard Strauss et Romain Rolland. Correspondance, fragments de Journal. Avant-propos de Gustave Samazeuil, Cahier n° 3, 1950.
- Cette âme ardente Choix de lettres d'André Suarès à Romain Rolland (1887-1891). Préface de Maurice Pottecher. Avant-propos et notes de Pierre Sipriot, Cahier n° 5, 1954.
- Une amitié française. Correspondance entre Charles Péguy et Romain Rolland", présentée par Alfred Saffrey, Cahier n°7, 1955.
- Retour au Palais Farnèse. Choix de lettres de Romain Rolland à sa mère (1890-1891). Introduction de Sofia Bertolini Guerrier-Gonzaga, Cahier n° 8, 1956.
- Chère Sofia Choix de lettres de Romain Rolland à Sofia Bertolini Guerrieri-Gonzaga(1901-1908). Préface d'Umberto Zanotti-Bianco, Cahier n°10, 1959.
- Chère Sofia Choix de lettres de Romain Rolland à Sofia Bertolini Guerrieri-Gonzaga(1909-1932), Cahier n°11, 1960.
- Rabindranath Tagore et Romain Rolland. Lettres et autres écrits. Introduction par Kalidas Nag, Cahier n°12, 1961.
- Ces jours lointains: Alphonse Séché et Romain Rolland. Lettres et autres écrits. Préface d'André Maurois, Cahier n°13, 1962.
- Fräulein Elsa. Lettres de Romain Rolland à Elsa Wolff, présentées et annotées par René Cheval, Cahier n° 14, 1964.
- Deux hommes se rencontrent. Correspondance entre Jean-Richard Bloch et Romain Rolland (1910-1918), Cahier n°15, 1964.
- Romain Rolland et le mouvement florentin de La Voce. Correspondance et fragments du Journal, présentés et annotés par Henri Giordan, Cahier n°16, 1966.
- Un beau visage à tout sens. Choix de lettres de Romain Rolland (1866-1944). Préface d'André Chamson, Cahier n° 17, 1967.
- Salut et fraternité. Alain et Romain Rolland. Correspondance et textes présentés par Henri Petit, Cahier n°18, 1969.
- Gandhi et Romain Rolland, Correspondance extraits du Journal et textes divers, Cahier n°19, 1969.
- D'une rive à l'autre : correspondance, Hermann Hesse et Romain Rolland, Cahier n° 21, 1972.
- L'indépendance de l'esprit Correspondance avec Jean Guéhenno, 1919 à 1944. Préface d'André Malraux, Cahier n°23, 1975.
- Monsieur le Comte. Romain Rolland et Léon Tolstoï, textes, Cahier n°24, 1978.
- En plein vol. Correspondance entre Jean de Saint-Prix et Romain Rolland. Préface de Pierre de Saint-Prix, Cahier n°25, 1980.
- L'Un et l'autre. Correspondance entre Romain Rolland et Alphonse de Châteaubriant. Choix de lettres (1906-1914). Préface de L.-A. Maugendre, Cahier n° 26, 1983.
- Romain Rolland et la NRF. Correspondances avec Jacques Copeau, André Gide, André Malraux, Roger Martin du Gard, Jean Paulhan, Jean Schlumberger, Gaston Gallimard et fragments du Journal. Présentation et annotation par Bernard Duchatelet, Cahier n°27, 1989.
- Correspondance entre Romain Rolland et Maxime Gorki (1916-1936). Préface et notes de Jean Pérus, Cahier n°28, 1991.
- L'Un et l'autre II. Correspondance entre Romain Rolland et Alphonse de Châteaubriant. Choix de lettres (1914-1944). Préface de L.-A. Maugendre, Cahier n° 30, 1996.

B. Autres Correspondances
- Lettres inédites de Romain Rolland, présentées par Adrienne Lautère, in L'Âge nouveau, Idées, Lettres, Arts no 35, mars 1949.
- Correspondance (1894-1901) entre Romain Rolland et Lugné-Poe, Paris, L'Arche, 1957, édition présentée avec une introduction et des notes par Jacques Robichez, ouvrage publié avec le concours du Centre National de la Recherche Scientifique.
- Correspondance Sigmund Freud et Romain Rolland, 1923-1936 par Henri Vermorel et Madeleine Vermorel, Paris, PUF, 1993.
- Correspondance (1916-1944) entre Romain Rolland et Charles Baudouin, une si fidèle amitié, Blum A. (édit.), Lyon, Césura, 2000.
- Une amitié perdue et retrouvée : correspondance de Paul Claudel et Romain Rolland, édition établie, annotée et présentée par Gérald Antoine et Bernard Duchatelet, Paris, Gallimard, 2005, coll. « Les Cahiers de la NRF »  (ISBN 2-07-077557-7).
- Romain Rolland-Stefan Zweig. Correspondance, édition établie, présentée et annotée par Jean-Yves Brancy. Traduction des lettres allemandes par Siegrun Barat. 3 volumes: 1910-1919 (2014) - 1920-1927 (2015) - 1928-1940 (2016). Prix Sévigné de la correspondance.
- Correspondance entre Romain Rolland et Aragon (1932-1944), établie, annotée et présentée par Dominique Massonnaud, Annales SALAET, no 17, Paris, Éditions Aden, 2015.
- Une amitié européenne. Romain Rolland et Malwida von Meysenbug. Correspondance 1890-1903. Édition établie, présentée et annotée par Wolfgang Kalinowsky, 3 volumes (1890-1892 / 1893-1896 / 1897-1903).
- Panaït Istrati - Romain Rolland. Correspondance 1919-1935, édition établie, présentée et annotée par Daniel Lérault et Jean Rière, Gallimard, 2019.
- Romain Rolland et Jean-Richard Bloch. Correspondance (1919-1944), édition établie par Roland Roudil et Antoinette Blum, "Sources", éditions univesitaires de Dijon, 2019.

## Postérité
- Dès 1945 est fondée une Société des amis de Romain Rolland par son épouse et sa sœur, Madeleine Rolland. Le premier président est Paul Claudel et les vice-présidents sont Jean-Richard Bloch et Charles Vildrac. Le bureau est aussi composé de Georges Duhamel, Francis Jourdain, Jean Cassou, Claude Aveline et Jean Guehenno[31].
- Depuis 1999, l’Association Romain Rolland[32] s'emploie à maintenir vivante la pensée de Romain Rolland grâce à l'organisation de journées d'études, de colloques et de manifestations culturelles diverses (concerts, expositions, lectures). Elle publie deux fois par an des Études Romain Rolland[33], anciennement Cahiers de Brèves.
- Romain Rolland demeure jusque dans les années 1980 au premier plan des figures de l’humanisme littéraire du panthéon soviétique. Dans les pays de l'Est, il bénéficie d’une traduction massive de son œuvre qui le place, avec Henri Barbusse, au tout premier rang des auteurs français, après les classiques du XIXe siècle[15]. Le centenaire de sa naissance en 1966 est l’occasion d’une série de publications et de la réalisation d’un film, Naš drug Rollan « Notre ami Rolland »[15].
- Aujourd'hui, c'est un autre aspect de l'oeuvre de Romain Rolland qui est parallèlement mis en relief. Le « compagnon de route » côtoie le musicologue, le critique d'art et l'indianiste. Les études récentes portent davantage sur les écrits autobiographiques, la correspondance notamment, et donnent, sur une œuvre à la fois riche et complexe, un éclairage plus nuancé grâce à l'étude des écrits intimes.
- Depuis 2021, une édition complète des œuvres de Romain Rolland, sous la direction de Roland Roudil, est en cours aux Classiques Garnier (6 volumes sur 16 parus en 2024).
- En 1972, le dessin animé Le Maître de Clamecy (ru) réalisé par Vadim Kourtchevski est une adaptation de Colas Breugnon.

## Hommages
- De nombreux établissements ou bâtiments publics en France portent son nom :
- Un centre d'hébergement d'urgence du SAMU Social de Paris à Montrouge.
- Un boulevard à Marseille.
- Une rue à Dijon, à Dole (Jura), à Eaubonne (Val d'Oise), à Évreux (Eure), à Gentilly (Val-de-Marne), aux Lilas (Seine-Saint-Denis), à Sainte-Geneviève-des-Bois (Essonne), à La Talaudière (Loire), à Nantes (Loire-Atlantique).
- Les bibliothèques communales d'Evere et de Romainville[34].
- La médiathèque de Saint-Dizier (Haute-Marne).
- Une rue et une école primaire à Nanterre ou à Montataire (Oise) et à Lanester (Morbihan)
- Des écoles primaires à Argenteuil (Val d'Oise), à Bergerac (Dordogne), à Bonneuil-sur-Marne, à Champigny-sur-Marne, à Évreux (Eure), Garges-lès-Gonesse (Val-d'Oise), à Lanester (Morbihan), à Romilly-sur-Seine (Aube).
- Des écoles maternelles à Carqueiranne (Var), à Fourchambault (Nièvre), à Fontenay-sous-bois (Val-de-Marne), à Valence (Drôme) et à Lanester (Morbihan).
- Des collèges à Charroux (Vienne), à Erstein, au Havre (Seine-Maritime), à Ivry-sur-Seine (Val-de-Marne), à Mouy (Oise), à Nîmes (Gard), au Plessis-Robinson, à Pontivy (Morbihan), à Sartrouville, à Saint-Jean (Haute-Garonne), à Soyaux (Charente), à Waziers (Nord).
- Des lycées à Amiens, à Clamecy, à Goussainville (Val d'Oise), à Ivry-sur-Seine (Val-de-Marne), à Sens (Yonne), et à Reinickendorf (Berlin).
- Un centre socio-culturel à Saint-Pol-sur-Mer.
- Un boulevard du 14e arrondissement de Paris, en limite nord de Montrouge, porte son nom depuis le 8 juin 1946.
- Un quai de la Saône, dans le 5e arrondissement de Lyon, porte son nom depuis 23 avril 1945, par délibération du conseil municipal.
- La commune d'Anderlecht a rebaptisé la rue du Lièvre en rue Romain Rolland, à la fin de la Seconde Guerre mondiale.
- Une avenue de Nice porte son nom depuis la fin de la Seconde Guerre mondiale (ex-avenue Monplaisir dans le quartier Libération).
- Une avenue de Saint-Denis (Seine-Saint-Denis) porte son nom.
- Erwin Schulhoff lui dédie sa Cinquième Symphonie (1938-1939), écrite sous le choc des accords de Munich.
- Un théâtre[35] et une rue à Villejuif (Val-de-Marne).

- En Ukraine avec sept localités[N 3] rendant hommage à l'écrivain :
  - Un boulevard à Kiev dans le raïon (équivalent d'arrondissement) Svyatochinski (Святошинський en ukrainien).
  - Une rue en plein cœur de Kharkov.
  - Trois rues dans l'oblast (équivalent de département-région) de Donetsk :
    - Une petite rue en zone résidentielle dans la ville de Kramatorsk.
    - Idem à Horlivka (Gorlovka en russe).
    - Idem à Donetsk.

  - Une rue dans la ville de Krasnuï Loutch dans l'oblast de Louhansk.
  - Une rue de la ville Smila dans l'oblast de Tcherkassy.

- Une rue à Pondichéry (ancien comptoir français) en Inde.

- (1269) Rollandia, astéroïde découvert en 1930 en Crimée.